# サスペンスゲーム わくわくサンド
『サスペンスゲーム わくわくサンド』は読売テレビで1984年ごろの毎週土曜日12時から13時に放送されたクイズ&ゲーム番組である。略称「わくわくサンド」。

## 出演
- 司会　板東英二
- クイズ出題ナレーター　森武史（当時、読売テレビアナウンサー）

## クイズの仕組み
- 番組には回答席・ギャラリーを合わせて、全部で女性参加者105人がいる。このうち回答席にはまず予め5人の回答者が座り、早押しクイズ問題に挑戦。そこで正解すればルーレットを使った「サスペンスゲーム」に挑む。
- サスペンスゲームには左右それぞれに「A」から「T」のアルファベットが書かれたパネルボードがある。このうち、左側「レッドパネル」には1-5の数字、右側「ブルーパネル」には6-10の数字がそれぞれ入っており、それを1枚ずつ指定する。このパネルの中に4枚中1枚の平均で「ラッキーパネル」といわれるピンク色のカードが用意される。
- 次にルーレットを回す。ルーレット盤の2-9の数字のうち、レッドパネルの数字より1つ上で、ブルーパネルの数字より1つ下の範囲の数字を引き当てれば、そのクイズに用意された賞品を獲得となる。但し、同じ数字を含めて指定した数字の範囲より過不足だった場合は失格で、その賞品はギャラリーに抽選で贈呈される。
  - 例　レッドパネルが2、ブルーパネルが9であれば3-8の数字を引き当てれば成功。2と9を出した場合は失格。まれにレッドが5、ブルーが6を出したためにルーレットを回すことなく失格となったケースがあった
- またハンバーガーの絵柄が入った「ワイルドカード」といわれるパネルが4枚あり、それを引き当てると、数字に関係なく無条件で成功となり賞品獲得となる。
  - このワイルドカードには緑色のカードとピンク色のカードがあり、両サイドのパネルがピンク色のラッキーパネルであった場合で、なおかつピンク色のワイルドカードを引き当てると、その瞬間に天井から大量の紙吹雪が舞い100万円獲得の「フィーバー」となる。その回答者は公正取引委員会の取り決め（当時、オープン懸賞で1名が1つの番組で獲得できる賞金・賞品の総額は100万円までという規定があった。そのため、そのクイズで獲得するはずの賞品は返還・ギャラリープレゼントとなる）により以後のクイズには参加できず、100万円の目録と黄金のレイをかけてもらって別室に退場となり、次の回答者を会場のギャラリー席にいる他の参加者から抽選で選ぶ。
- また、バイキンが描かれた「BADマーク」も4枚あり、それを引き当ててしまうと失格になった上でそれまでに累積された得点と賞品は全部没収され、その問題で得るはずの賞品は視聴者に、またそれ以外の獲得賞品はギャラリー席の参加者に抽選でプレゼントされるという仕組みだった。
- ルーレットゲームで失格しても、「BADマーク」での全没収を除き、クイズの成績で1ポイントを加算。ルーレットゲームに成功した場合は続けてクイズに挑戦するか否かを決めることができる。挑戦する場合は次に成功した場合の賞品を登場させてからルーレットを回すが、しない場合は回答席に戻って次の賞品をかけた早押しクイズを行うものの、次の正解者が出るまでは一旦クイズの回答権を失う。
- こうして、最後の問題を終了した時点での獲得ポイント（100万円獲得者が発生した場合は、その枠の回答席のポイントは一度リセットして0ポイントから）を合計して最高得点を得た回答者が優勝で1ポイント5万円（最大20ポイント=100万円まで）獲得となる。2位以下は賞金は出ないが獲得プレゼントは「BADマーク」による没収がない限りもらえる。
- ルーレットゲームにおいては、回答者が賞品獲得失敗した場合には賞品獲得の可能性があるため「アウト!!アウト!!」、あるいは「BADマーク!!BADマーク!!」。更に「フィーバー」で100万円獲得のチャンスがあった場合、その補充で回答席に出場できる権利があることから「100万円!!100万円!!」と手拍子とコールの大合唱が行われたという。